# David Moješčík
David Moješčík (* 25. července 1974 Frýdek-Místek) je český sochař a výtvarník. Používá i umělecký pseudonym MojDa.

## Životopis
Absolvoval střední odborné učiliště kamenické Žulová, SPŠ sochařskou a kamenickou v Hořicích a studium ukončil na fakultě výtvarných umění VUT v Brně v ateliéru sochařství u prof. akad. soch. Vladimíra Preclíka a Michala Gabriela. V roce 1998–1999 studoval u prof. Jana Hendrycha na pražské AVU. V roce 1999 se vrací do Brna na fakultu výtvarných umění VUT, kde pokračuje ve studiu pod vedením akademického sochaře Michala Gabriela. Studium ukončil v roce 2002 (titul MgA.). V roce 2002 získal Cenu Josefa Hlávky. V letech 2004–2005 působil jako pedagog a zástupce ředitele pro odborné předměty na Střední umělecké škole v Ostravě, později externě působil na soukromé umělecké škole Ave Art v Ostravě. Od roku 2004 je umělcem na volné noze. V roce 2007 byl vybrán k tvůrčímu pobytu v Irsku – The Cill Rialaig Project, v Ballinskelligs.

## Dílo
Ve své tvorbě se zabývá figurální a figurativní plastikou. Materiálově využívá všech předností plastiky, které mu umožňují variovat sochy v mnoha různých polohách, pozicích a postojích. V závislosti na umístění sochy pracuje s prostorovou kompozicí a širšími vztahy i s materiálem v jeho konečné podobě. Přestože zkoumá a používá i nejmodernější technologie, snaží se neustále dodržovat klasické linie tvorby a dávat sochám dotek lidské ruky. Ve své tvorbě se zaměřuje především na lidské tělo, zejména na ženskou postavu. Inspiraci nachází nejen ve filozofii jógy, ale také v egyptském a antickém nebo v sochařství evropského klasicismu. Fascinuje ho umění a symbolika 19. století. Z těchto zdrojů vychází i jeho fascinace uzavřenou, hladkou, vybroušenou formou. Dotýká se realismu, ale nejde o hyperrealismus jako takový. Spíše je to pro něj jen výrazový prostředek. Z jógy ho nejvíce ovlivňuje myšlenka nenásilí a zaměření na člověka.
Kromě již zmíněné volné figurální tvorby ho zajímá tzv. public art – přesněji řečeno sochařská tvorba ve veřejném prostoru a také sochařský portrét. I v těchto tématech používá vlastní přístup a rukopis, často však rád pracuje se skrytými symboly nebo větší či menší mírou ironie a nadsázky. Mnohé z těchto prací mají pouze podobu projektů a vizualizací, z nichž některé se mu podařilo realizovat – ať už samostatně, nebo ve spolupráci s jinými umělci a architekty.
Od roku 2006 spolupracuje s Michalem Šmeralem na projektech do veřejného prostoru (např. úpravy interiéru v Činoherním klubu v Praze). Spolu s ním je autorem pomníku Operace Anthropoid a projektu pomníku Nikoly Tesly v Praze. V roce 2010 realizoval sochu Levitace pro přednádražní prostor v Ostravě-Svinově. Ode dne 23. prosince 2017 je také na ostravském Jiráskově náměstí umístěna jeho socha Leoše Janáčka. Poblíž, před budovou ostravské pobočky Českého rozhlasu byla 27. června 2018 odhalena Moješčíkova socha Karla Kryla.
V roce 2022 byla kurátory vybrána jeho socha „Levitace III“ (předobraz „Levitace 2010“) z roku 2009 na výstavu NordArt 2022, která je jednou z největších výstav současného umění v Evropě a koná se každoročně od roku 1999 v Kunstwerk Carlshütte (nezisková umělecká a kulturní iniciativa skupiny ACO a měst Büdelsdorf a Rendsburg).
Socha Věry Špinarové, 2018.

V areálu lázní v Čeladné (Rehabilitační centrum Čeladná) byla 1. května 2024 odhalena jeho socha „Eva“. Jedná se o bronzovou sochu ženy v nadživotní velikosti. Moješčík zde opět vycházel z inspirace jógovou pozicí, přesněji z kompozice své dřívější nedaleké realizace – mramorové sochy „Ctnost ctností“, kterou realizoval pro soukromého investora v Beskydech. Socha „Eva“ souvisí s tématem biblické Evy, coby pramáti lidstva, která nebyla zrozena z ženy. V pokoře přijímá s rozpaženýma rukama předurčení nevyhnutelného osudu. Vznáší se jakoby nad zemí, kdy pomocí skrytého bodu doteku na lýtku levé nohy vytváří stín pod tělem a pro zajištění stability se lehce dotýká malíčky obou nohou země.

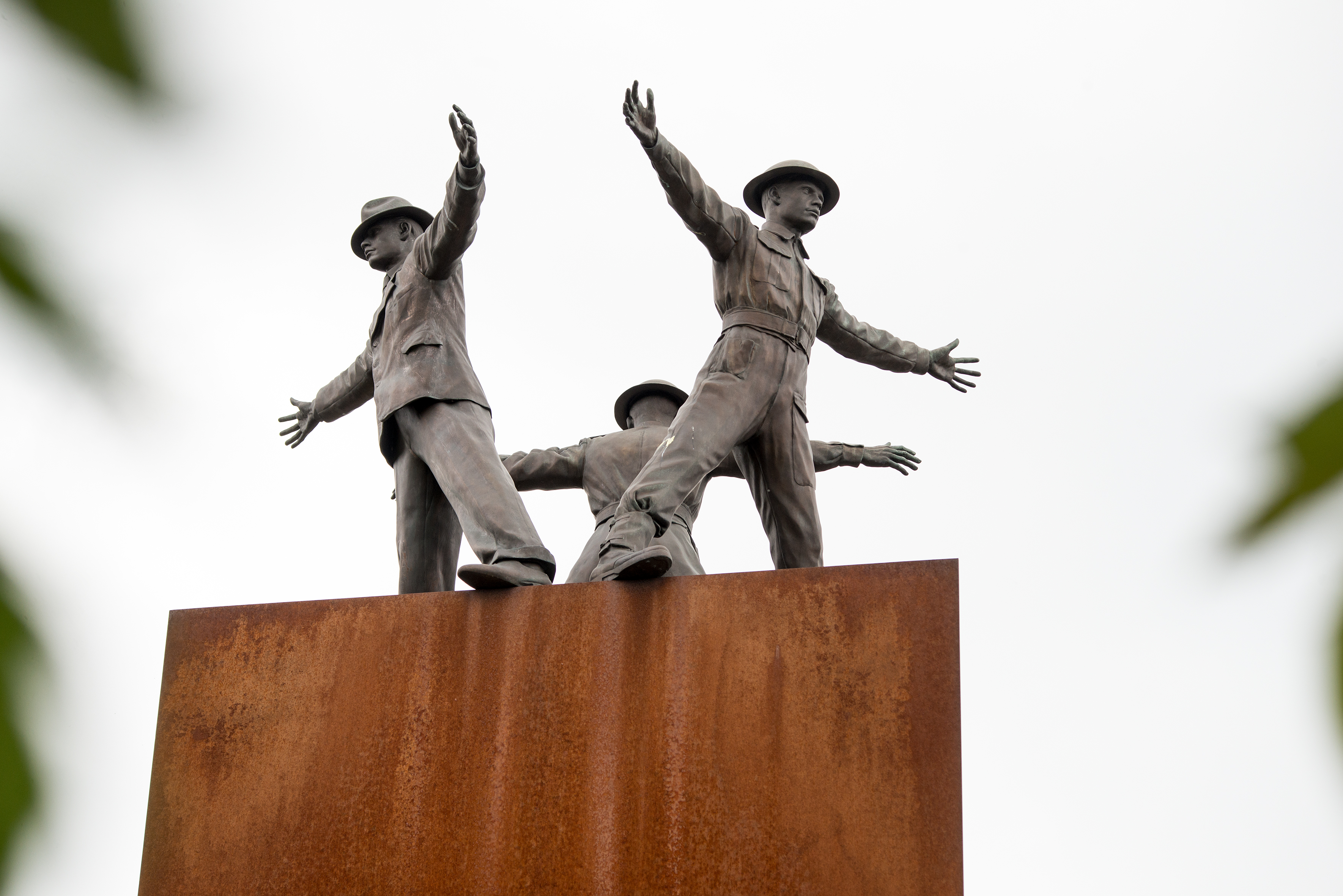
památník Operace Anthropoid, 2009
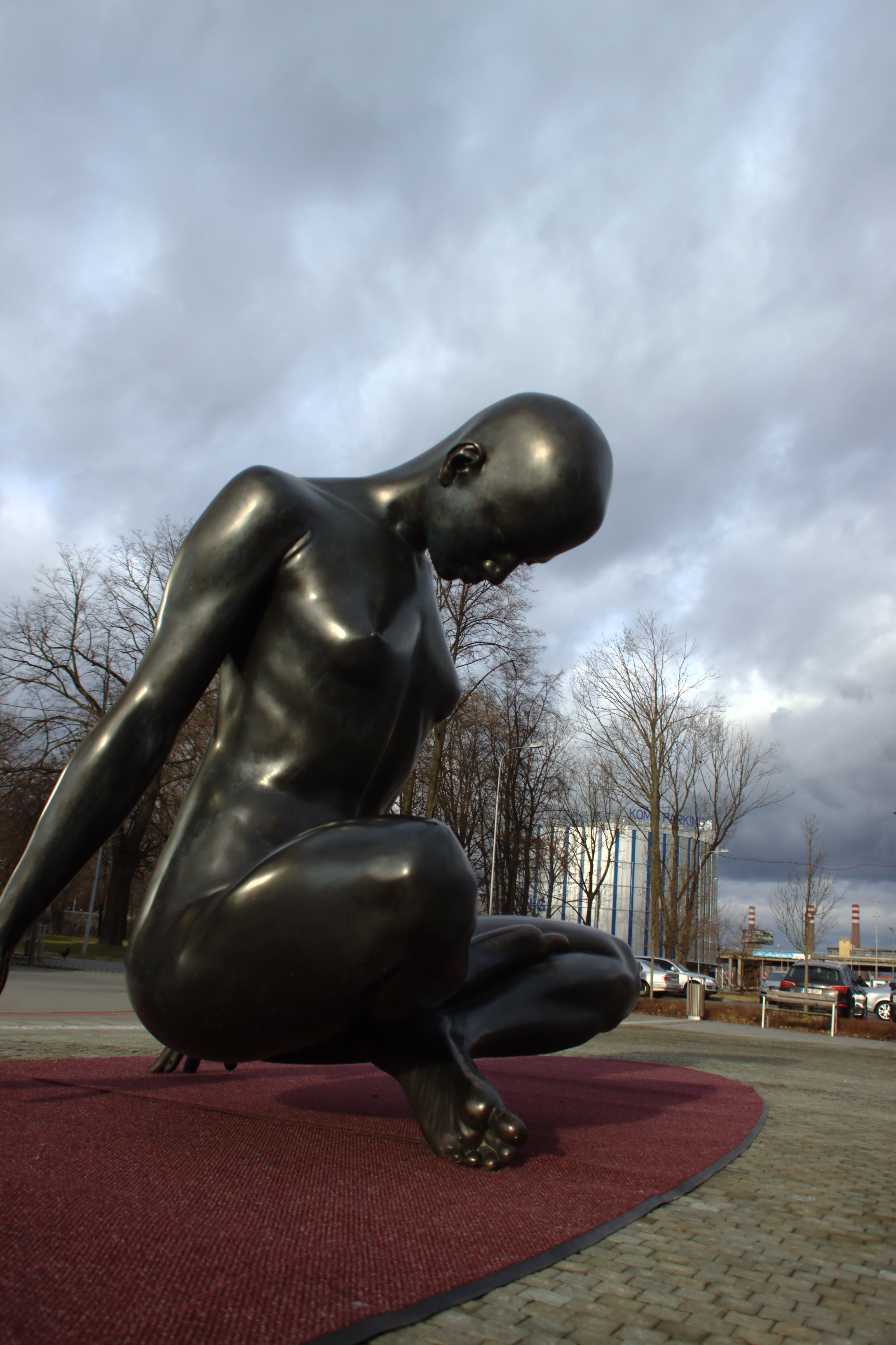
Levitace, 2010
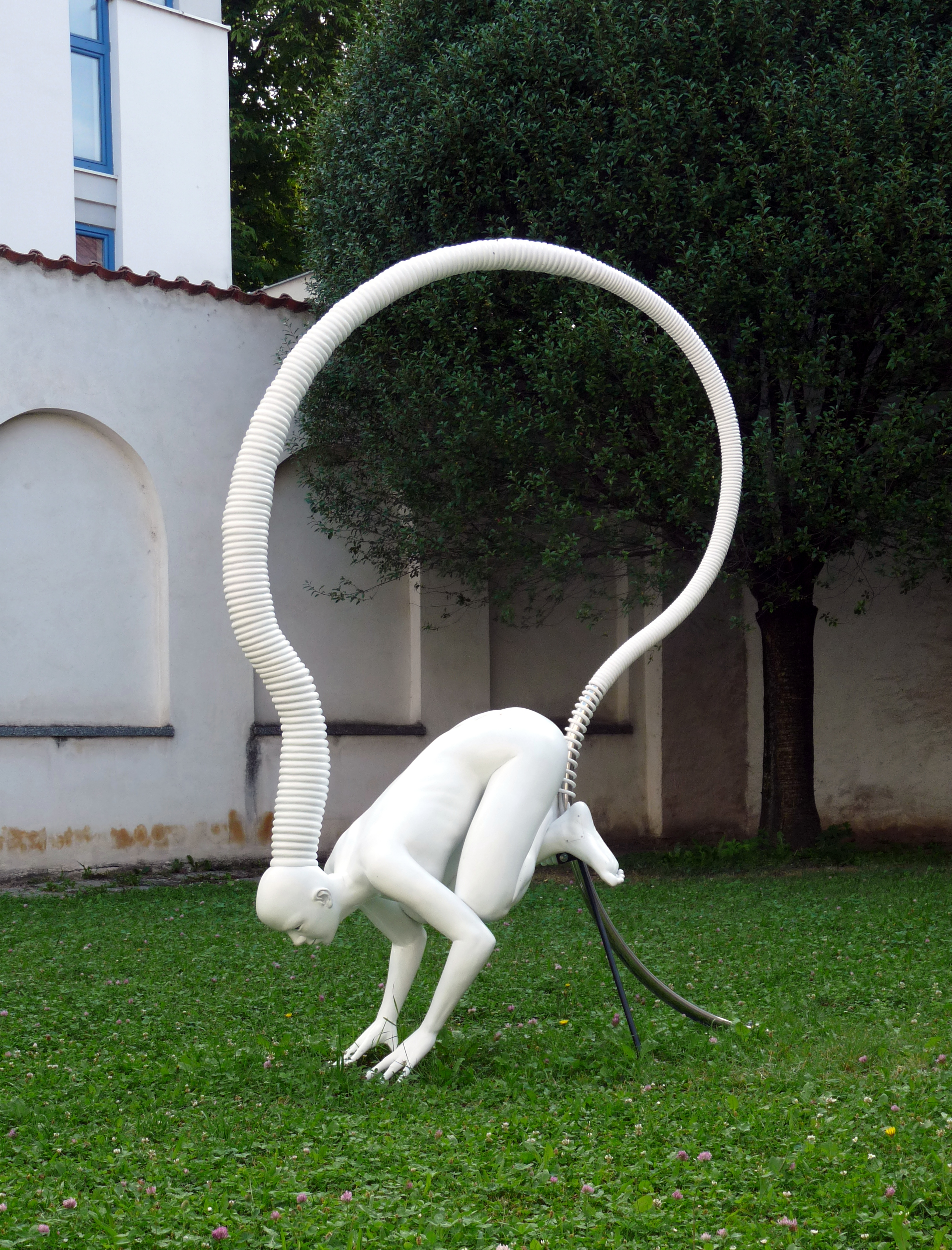
Bludička, 2014
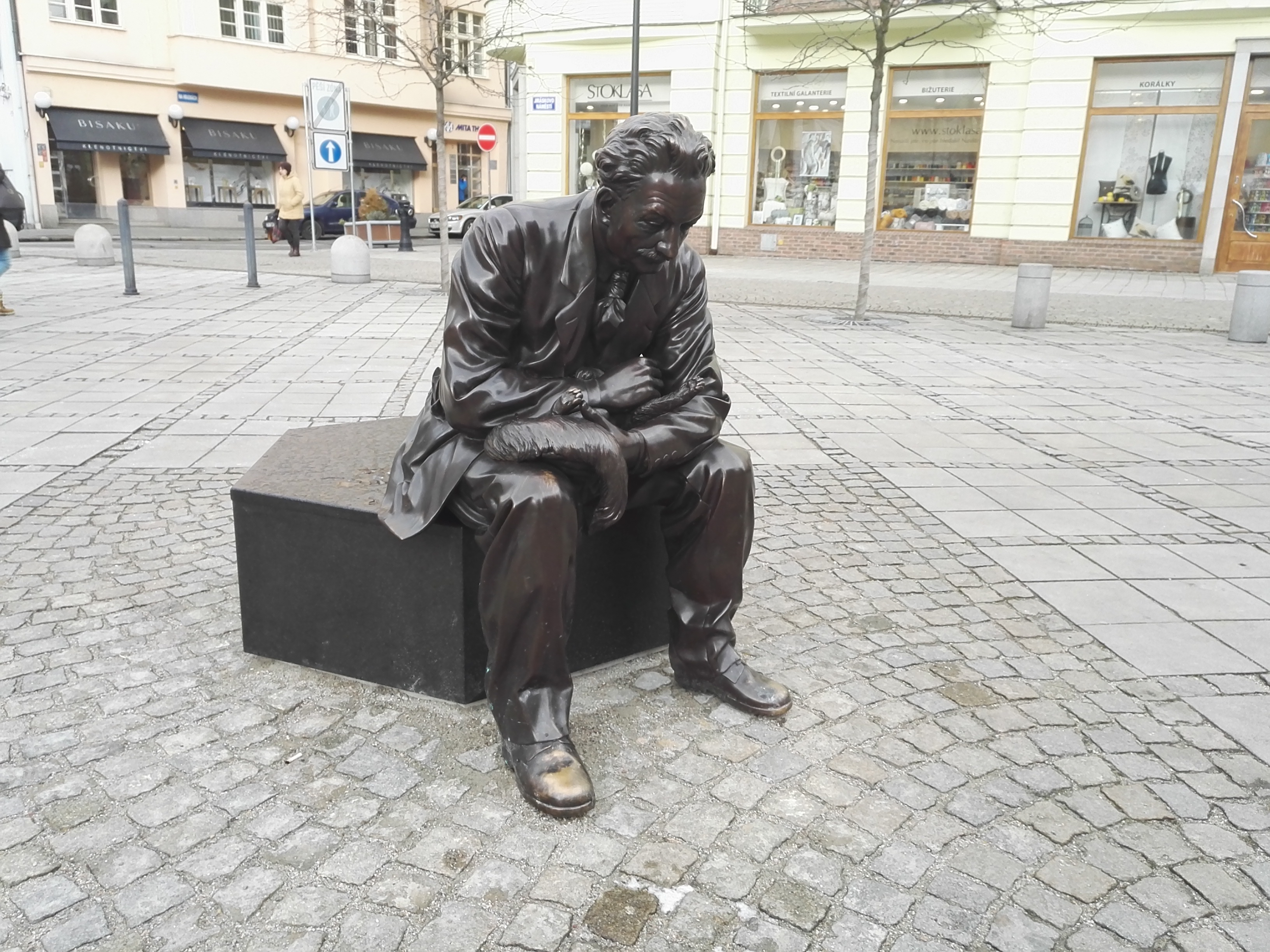
Leoš Janáček, 2017
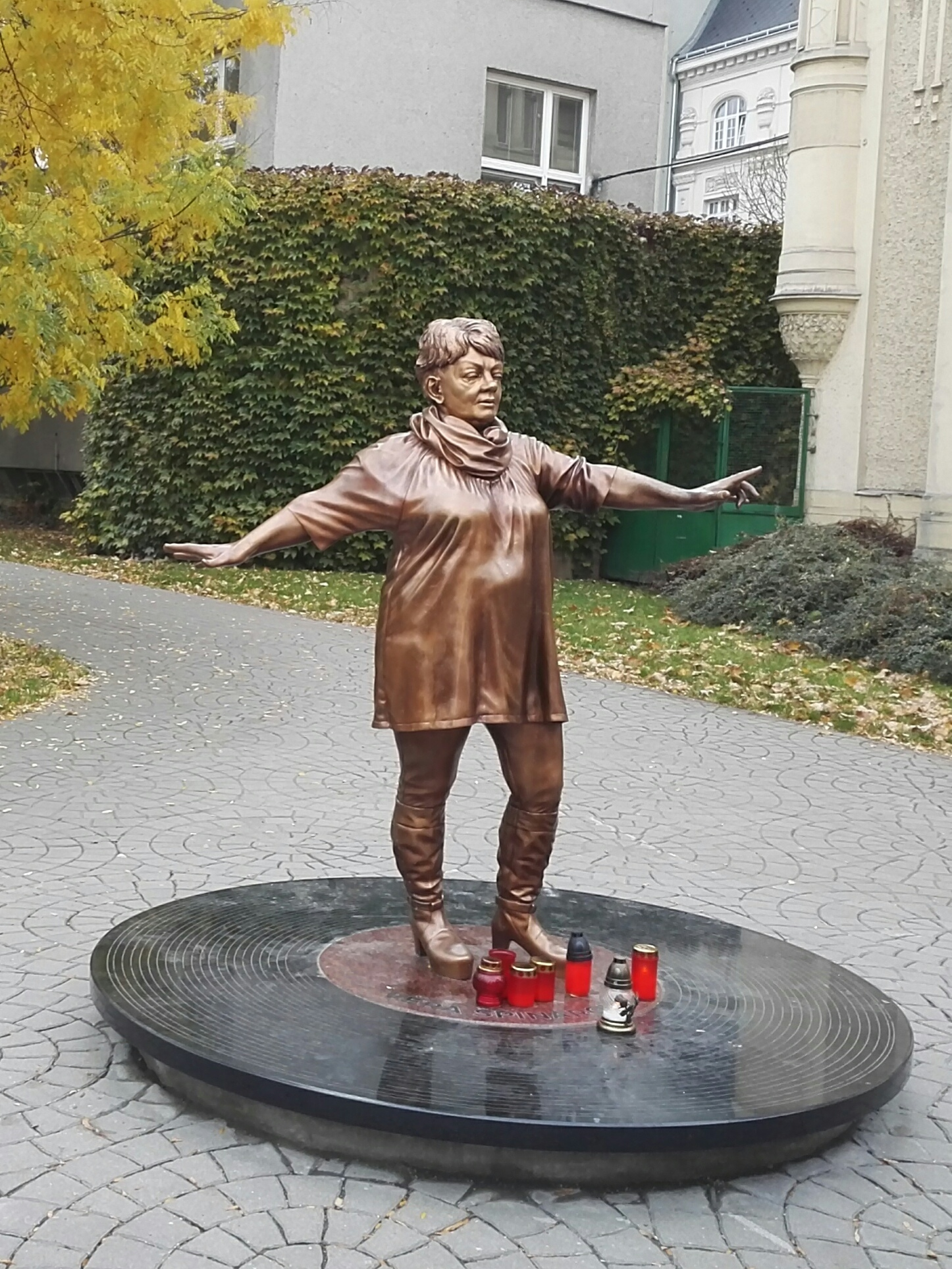
socha Věry Špinarové, 2018